# Ueki Riko
Ueki Riko (植木 理子) (Kanagava prefektúra, 1999. július 30. –) japán válogatott labdarúgó.

## Klub
A labdarúgást a Nippon TV Tokyo Verdy Beleza csapatában kezdte.

## Nemzeti válogatott
2019-ben debütált a japán válogatottban. A japán válogatottban 5 mérkőzést játszott.

## Statisztika
| Japán válogatott | Japán válogatott | Japán válogatott |
| Időszak          | Mérk.            | gól              |
| ---------------- | ---------------- | ---------------- |
| 2019             | 3                | 0                |
| 2020             | 2                | 0                |
| Összesen         | 5                | 0                |